# Charles II de Bourbon
Pour les articles homonymes, voir Cardinal de Bourbon.
Charles de Bourbon, né en 1433 à Moulins et mort le 13 septembre 1488 à Lyon, est un prélat français qui fut conjointement archevêque de Lyon (1444-1488) et évêque de Clermont (1476-1488). Il fut brièvement duc de Bourbon et d'Auvergne en 1488.

## Biographie
Deuxième fils de Charles Ier de Bourbon (1401-1456) et d'Agnès de Bourgogne (1407-1476). Son frère ainé Jean II hérite du titre de duc de Bourbon et son frère puîné Pierre, seigneur de Beaujeu, épouse en 1474 Anne, la fille de Louis XI.

### Élection à l'archevêché de Lyon
À la mort de l'archevêque Amédée de Talaru, les chanoines du chapitre cathédral tentent d'imposer au pape et au roi de France leur candidat : Jean de Bourbon. Mais le pape Eugène IV tarde à envoyer la confirmation et Jean renonce de lui-même au poste en proposant Charles de Bourbon son neveu. Le chapitre l'élit alors le 6 juin 1444 à l'âge de 11 ans. Mais le pape casse l'élection, au mépris de la pragmatique sanction, et impose Geoffroy de Vassali, alors archevêque de Vienne. Ce dernier ne prend jamais possession de l'archevêché. En effet, la famille de Bourbon négocie avec lui et il renonce à son titre en octobre 1445. Le roi et le pape acceptent alors la candidature de Charles de Bourbon.

### Régence du diocèse
L'archevêché est administré pendant sa minorité par Jean Rolin, évêque d'Autun, de 1446 à 1447, puis par Jean Du Gué, évêque d'Orléans, de 1447 à 1449, et Jean de Bourbon, évêque du Puy, de 1449 à 1466. Ce dernier mandataire s'appuie pour la gestion du diocèse sur l'abbé de Belleville, Étienne de la Chassagne, qui est évêque in partibus.
En 1461, à l’avènement de Louis XI, il est fait abbé de Saint-Vaast, à Arras, et de saint-Austremoine, à Issoire.

### Parcours politique et diplomatique
Avant tout homme de cour, Charles de Bourbon reste toute sa vie un proche du roi, à la fois diplomate et conseiller. La multiplication des bénéfices, son poids politique important et son mécénat montrent qu'il n'appartient plus tout à fait au Moyen Âge, mais déjà en partie à la Renaissance.
Après le conflit de la ligue du Bien public, Louis XI l'envoie en 1466 auprès du pape Paul II, en tant qu'ambassadeur, avec Thibaud de Luxembourg.
En 1468, Charles de Bourbon est à Péronne pour négocier la libération du roi auprès de Charles le Téméraire. Il est en effet le cousin germain de ce dernier par sa mère. L'année suivante, le 7 janvier 1469, il signe une lettre patente royale en tant que son conseiller, au Montilz-lèz-Tours, son principal château près de Tours. En 1470, il suit Louis XI à Liège et l'année suivante, il baptise son quatrième fils Charles et en est le parrain. Cette même année, il est fait prieur de Souvigny et de Saint-Pourçain.
Lors de la préparation de la clôture définitive de la guerre de Cent Ans en 1475, l'archevêque est à l'abbaye de la Victoire près de Senlis pendant la négociation avec Édouard IV d'Angleterre et François II de Bretagne,. Avec le roi et son frère aîné Jean II de Bourbon, il arrive à Picquigny le 29 août pour le traité de Picquigny. Le 16 octobre, il signe ensuite dans l'abbaye une lettre patente royale pour rétablir la paix avec le duc François II de Bretagne.

#### Crise de la légation
De 1472 à 1476, il exerce également la charge de légat du pape à Avignon. Il n'y arrive cependant que le 23 novembre 1473. Le 23 mai 1474, le pape Sixte IV nomme son neveu Giuliano della Rovere en tant qu'évêque d'Avignon, puis deux ans plus tard, légat. Cela provoque un conflit entre Louis XI et le pape, dégénérant à Avignon même entre l'armée royale et les troupes pontificales. Finalement, le 15 juin 1476, afin de résoudre cette difficulté, Louis XI accueille Giuliano della Rovere à Lyon, et Charles II de Bourbon accepte de perdre la légation. C'est la raison pour laquelle, en 1476, il devient administrateur de l'évêché de Clermont et est créé cardinal, à la fin de cette même année, par le pape Sixte IV.

#### D'un roi à l'autre
Le 8 janvier 1476 encore, comme le premier rang du conseil du roi, il signe quatre lettres patentes dont une lettre concernant la liberté de l'Église gallicane, au château de Plessis-du-Parc-lèz-Tours.
Il semble qu'après avoir quitté Avignon, il suit de nouveau les itinéraires de Louis XI. En effet, le cardinal était présent auprès du roi au cité d'Arras le 18 mars 1477, lors de la campagne faisant suite à la mort de Charles le Téméraire. En 1480, il est fait abbé de l'Île Barbe.
Après le décès de Louis XI, il participe au conseil du nouveau roi Charles VIII. Le 27 décembre 1483, il signe au château d'Amboise une lettre patente royale, à la tête du conseil.
Il est en 1486, premier prieur commendataire du prieuré Notre-Dame de La Charité-sur-Loire.

#### Duc de Bourbon et d'Auvergne, un court moment
Duc de Bourbon et d'Auvergne à la mort de son frère le 1er avril 1488, il se trouve opposé à son frère Pierre, dont les prétentions au titre sont soutenues par son épouse Anne, alors régente de France.
Il renonce à peine au duché qu'il décède le 13 septembre 1488. Il meurt en laissant une fille naturelle, Isabelle, mariée à Gilbert de Chantelot, seigneur de La Chaise (Monétay-sur-Allier), et décédée en 1497.

## Archevêque de Lyon

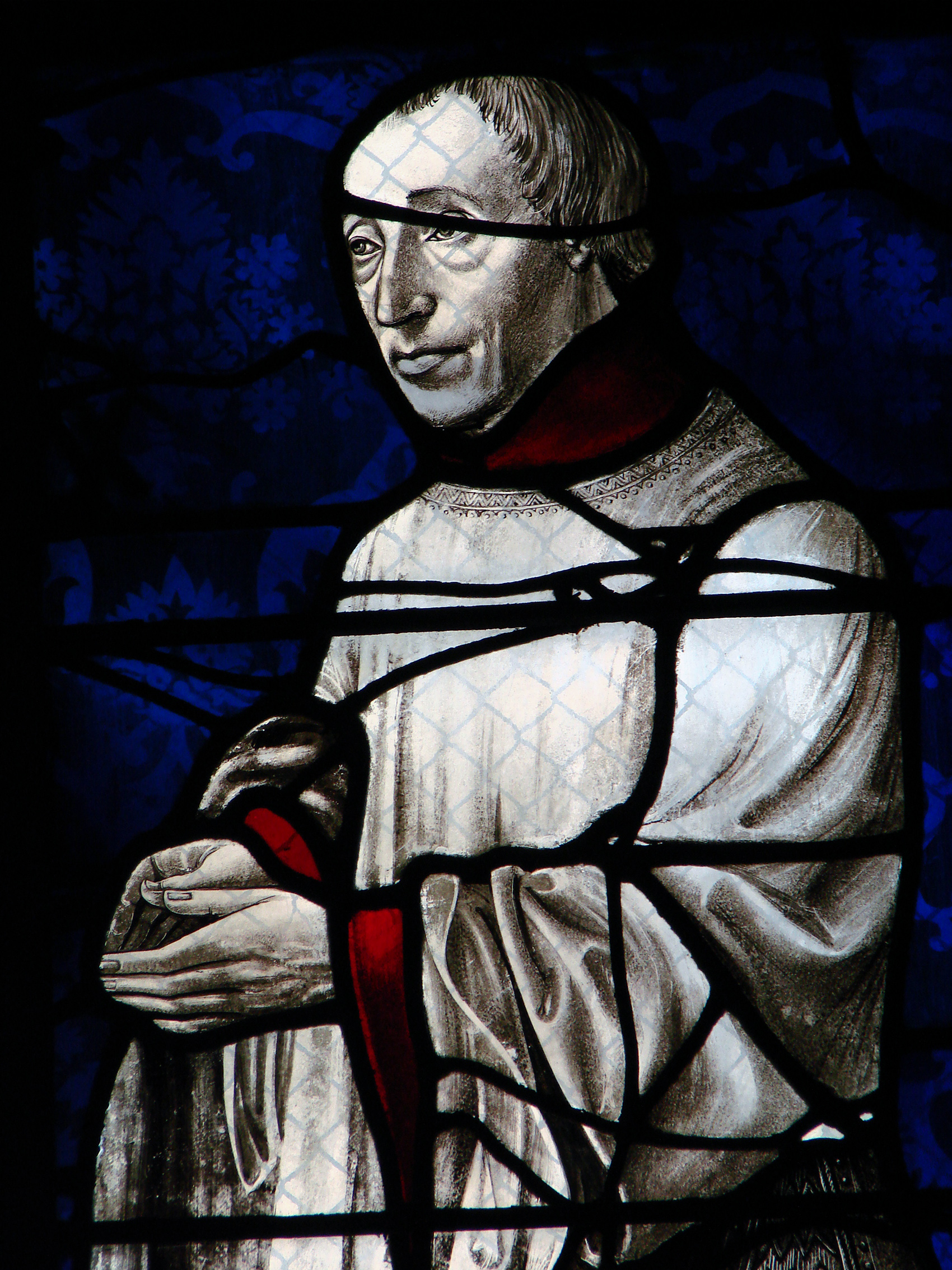
de Bourbon, vitrail de la cathédrale de Moulins.

Charles de Bourbon est bien plus un homme de cour qu'un prélat et il s'appuie pour la gestion du diocèse de Lyon sur plusieurs hommes de confiance. Ces derniers sont également des hommes de haute valeur religieuse. Étienne de Chassagne, entouré des vicaires généraux, procède à une visite pastorale du diocèse en 1469 et 1470. Son procès-verbal, bien plus complet que celui de la visite précédente d'Amédée de Talaru mentionne 804 églises et un état général du diocèse plutôt bon.
De nouveaux statuts synodaux sont également promulgués.
Sous son épiscopat, la cathédrale Saint-Jean est achevée, et il y est enterré dans la chapelle des Bourbons qu'il y a fait construire en style gothique flamboyant. De même, il est le premier à occuper le nouveau palais épiscopal situé près de la cathédrale, laissant le château de Pierre Scize aux hommes du roi.
C'est également en tant qu'archevêque de Lyon qu'il commande à Jean Neumeister l'impression d'un missel à l'usage de Lyon connu sous le nom de « Missale Lugdunense » (GW M24503), achevée en 1487.
Une de ses rares actions à Lyon est de rebaptiser en 1484 l'église des Cordeliers en Saint-Bonaventure, en l'honneur de celui qui y est enterré et que Sixte IV vient de canoniser.
En 1482, Charles de Bourbon condamne pour dépravation la communauté bénédictine de la Chana, l'expulse et en donne la direction au Chapitre Saint-Paul.

## CharlesIIde Bourbon dans la littérature
Charles II de Bourbon est mis en scène par Victor Hugo dans son roman Notre-Dame de Paris (v. chap. III. Monsieur le Cardinal). Il évoque les titres et la parenté de Charles II de Bourbon en ces termes :  "Charles, cardinal de Bourbon, archevêque et comte de Lyon, primat des Gaules, était à la fois allié à Louis XI par son frère, Pierre, seigneur de Beaujeu, qui avait épousé la fille aînée du roi, et allié à Charles le Téméraire par sa mère, Agnès de Bourgogne."